# Wang (Chenghua)
Wang, född ?, död 1518, var en kinesisk kejsarinna, gift med Chenghua-kejsaren. 
Wang valdes ut till kejsarinna efter att den förra kejsarinnan hade avsatts på grund av en konflikt med kejsarens favoritkonkubin Wan. Kejsarinnan Wang gjorde därför allt för att inte provocera Wan. Hon ska till och med ha avstått från att föda barn eftersom Wan kände sig hotad då kejsarens övriga konkubiner och hustrur födde barn. Hennes metod var framgångsrik och Wang behöll sin ställning makens regeringstid ut. 